# Línguas de Singapura

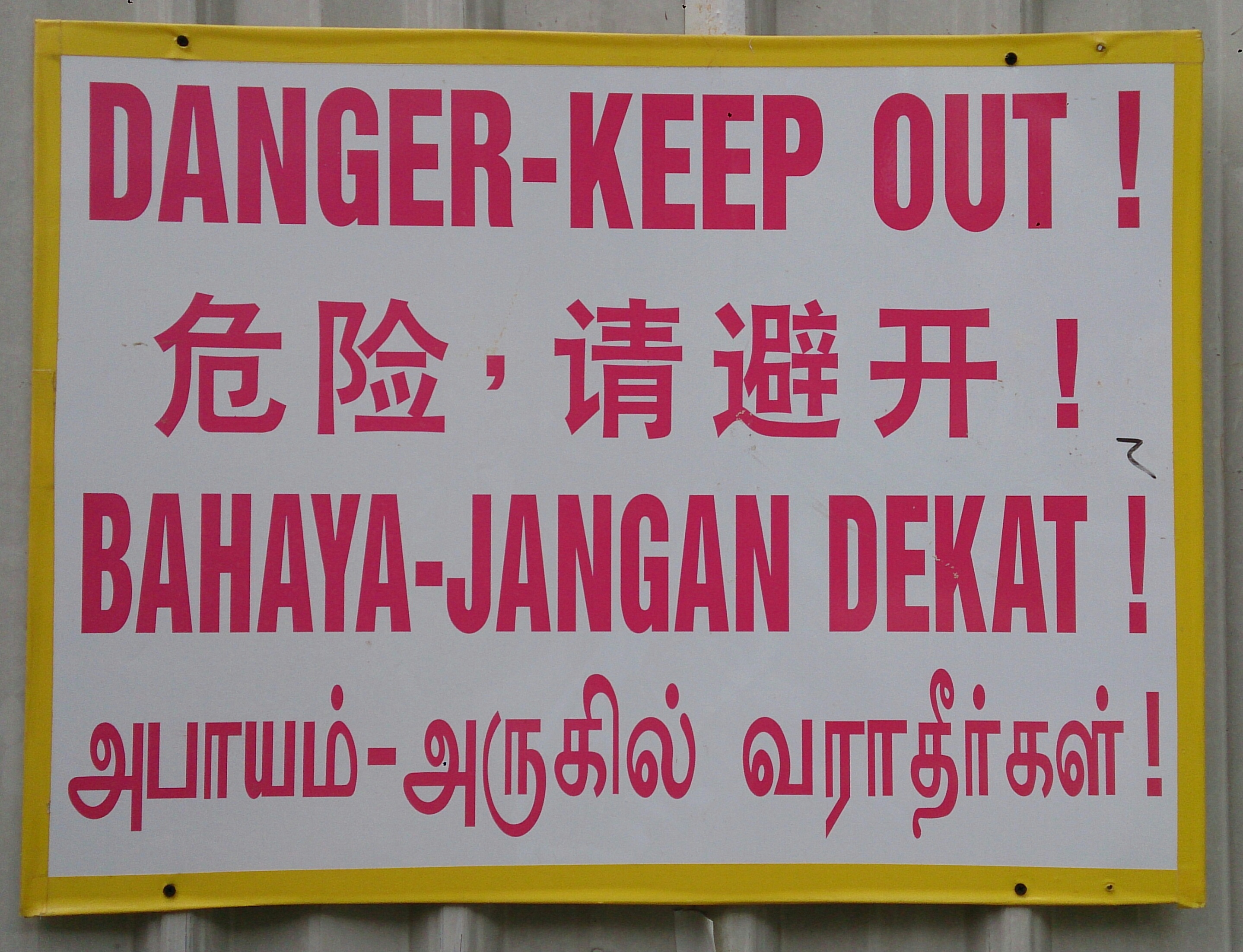
Placa de perigo em Singapura exibindo suas quatro línguas mais difundidas: inglês, chinês, malaio e tâmil

Apesar do inglês ser a principal das línguas de Singapura, existe igualmente um leque de outras línguas faladas no país, o que reflete a sua sociedade multirracial, multicultural e multilingual, tal como imaginado pelo seu fundador visionário, Sir Stamford Raffles. O governo de Singapura reconhece quatro línguas oficiais: inglês, malaio, chinês e tâmil. A língua nacional é o malaio, enquanto o inglês é usado virtualmente de forma exclusiva como língua de trabalho e na conversação em geral. O patoá coloquial falado nas ruas é um crioulo chamado singlês entre os locais, mas também é conhecido entre os académicos de linguística como Inglês Coloquial de Singapura.

## O Inglês como língua principal
O inglês foi introduzido em Singapura pelos britânicos em 1819, quando estes estabeleceram um porto e posteriormente uma colônia na ilha. O inglês foi a língua administrativa do governo colonial e, quando Singapura ganhou o autogoverno em 1959 e a independência em 1965, o governo local decidiu manter o inglês como língua de trabalho, de forma a maximizar a prosperidade econômica''. Isto foi contra a tendência geral dos outros países do sudeste asiático, que rapidamente adotaram as suas línguas indígenas como língua nacional após o fim do domínio colonial. 
O uso do inglês como língua comum serve de ponte entre o fosso entre os diversos grupos étnicos de Singapura. O governo tem promovido ativamente o uso do inglês como língua unificadora entre as três maiores etnias no país. Sendo a língua global para o comércio, tecnologia e ciência, a promoção do inglês ajuda também a incentivar o desenvolvimento de Singapura e integração na economia global. O inglês é oficialmente a única língua de instrução no sistema educacional singapurense. Contudo, não é raro para professores mais antigos o uso de outras línguas no seu lugar, especialmente quando a escola em questão tem historicamente outra língua que não o inglês como principal meio de instrução.
Nos últimos 30 anos tem-se assistido a um aumento acentuado do uso da língua inglesa às custas do malaio, chinês e tâmil. Os últimos anos do século XX assistiram à gradual eliminação do uso de outras línguas além do inglês nas escolas singapurenses. Apesar deste facto ter originado bastante protesto, especialmente entre a comunidade chinesa, a sinófona Nanyang University e outras escolas chinesas foram forçadas a mudar para o inglês ou a fecharem. Como resultado, na viragem do século XXI, praticamente todos os singapurenses abaixo dos 50 são capazes de utilizar a língua inglesa como primeira língua, apesar de poderem falar também uma segunda língua das três anteriormente referidas. Contudo, é ainda comum os singapurenses não serem capazes de utilizar o inglês para níveis acima dos de conversação.

## Bilinguismo e Multilinguismo
A maioria dos singapurenses é pelo menos bilíngue, enquanto alguns conseguem falar três ou mais línguas, devido principalmente ao ambiente multilíngue de Singapura. Por exemplo, a maioria dos chineses singapurenses sabe falar inglês e mandarim, enquanto outros (especialmente a geração mais velha) conseguem falar línguas chinesas adicionais, como hokkien, teochew, cantonês, hakka, hainanês ou malaio.
Apesar de o inglês ser a língua de instrução nas escolas, é obrigatório para os estudantes ter uma disciplina de Língua Materna, em que eles são ensinados em mandarim, malaio ou tâmil. Este facto vai de acordo com a política bilinguística do governo. Também existem igualmente opções de estudo de outras línguas como hindi, bengali, punjabi, gujarati e urdu. A chamada língua materna também é usada para ensinar educação moral na escola primária. Contudo, as aulas de formação cívica no secundário são ensinadas em inglês.
A inscrição de um aluno numa língua materna baseia-se principalmente na raça. Por exemplo, todos os chineses singapurenses são ensinados em mandarim mesmo apesar da língua falada em sua casa não ser essa necessariamente. A razão para aprenderem mandarim é porque apenas esta língua chinesa ser oficial em Singapura e mais nenhum outro dialeto. É também a língua franca entre todos os dialetos chineses e a língua comum falada entre a comunidade no país.
Alguns alunos poderão também assistir a aulas de uma terceira língua como japonês, alemão e francês, entre outras.
Como resultado, a maioria dos singapurenses tem capacidade de conversar em pelo menos duas línguas, enquanto outros são capazes de falar em três línguas: a que se fala em sua casa, inglês e a língua materna aprendida.